# 3.º distrito congresional de Nevada
El 3.º distrito congresional es un distrito congresional que elige a un Representante para la Cámara de Representantes de los Estados Unidos por el estado de Nevada.  Según la Oficina del Censo, en 2011 el distrito tenía una población de 1 031 341 habitantes. Actualmente el distrito está representado por el Republicano Joe Heck.

## Geografía
El 3.º distrito congresional se encuentra ubicado en las coordenadas 35°39′48″N 115°9′15″O / 35.66333, -115.15417.

## Demografía
Según la Oficina del Censo de los Estados Unidos, en 2011 había 1 031 341 personas residiendo en el 3.º distrito congresional. De los 1 031 341 habitantes, el distrito estaba compuesto por 770 695 (74.7%) blancos; de esos, 739 995 (71.8%) eran blancos no latinos o hispanos. Además 79 952 (7.8%) eran afroamericanos o negros, 5 575 (0.5%) eran nativos de Alaska o amerindios, 109 257 (10.6%) eran asiáticos, 7 618 (0.7%) eran nativos de Hawái o isleños del Pacífico, 51 171 (5%) eran de otras razas y 37 773 (3.7%) pertenecían a dos o más razas. Del total de la población 229 299 (22.2%) eran hispanos o latinos de cualquier raza; 168 018 (16.3%) eran de ascendencia mexicana, 9 046 (0.9%) puertorriqueña y 9 376 (0.9%) cubana. Además del inglés, 3 791 (16.1%) personas mayor a cinco años de edad hablaban español perfectamente.
El número total de hogares en el distrito era de 385 376, y el 66.1% eran familias en la cual el 30.2 tenían menores de 18 años de edad viviendo con ellos. De todas las familias viviendo en el distrito, solamente el 47.7% eran matrimonios. Del total de hogares en el distrito, el 7 eran parejas que no estaban casadas, mientras que el 0.7% eran parejas del mismo sexo. El promedio de personas por hogar era de 2.65. 
En 2011 los ingresos medios por hogar en el distrito congresional eran de US$52 958, y los ingresos medios por familia eran de US$78 564. Los hogares que no formaban una familia tenían unos ingresos de US$134 516. El salario promedio de tiempo completo para los hombres era de US$42 022 frente a los US$36 505 para las mujeres. La renta per cápita para el distrito era de US$26 939. Alrededor del 10.2% de la población estaban por debajo del umbral de pobreza.